# Конституция Вольного города Данцига
Конституция Вольного города Данцига (нем. Die Verfassung der Freien Stadt Danzig) — конституция государственного образования «Свободный (иначе Вольный) Город Данциг», образованного по решению Версальской конференции в 1919 г. на территории г. Данцига (польск. Гданьск) и его окрестностей. Действовала в период 1922—1933 гг.

## Предыстория
Решение Версальской конференции 1919 г., согласно которому город Данциг (польск. Гданьск) и прилегающие к нему территории были отделены от Германского Рейха, выделены в отдельную территориальную единицу с особым Статусом Управления (срав. Статус Западного Берлина 1947—1989 гг.) и не присоединены к вновь созданной Республике Польша, вызвало протесты практически всего городского населения: немецкое большинство желало воссоединения с Германией, а польское меньшинство — присоединения к Польше. Эти протесты стали носить форму межэтнического конфликта. Появилась острая необходимость в создании Закона и подзаконных Актов, которые бы регулировали различные аспекты управления, в том числе способствовали бы формированию и функционированию органов охраны правопорядка.
В этой связи статья 103 Версальского мирного Договора гласила:
«Конституция Вольного Города Данцига будет выработана, по соглашению с Верховным комиссаром Лиги Наций, представителями Вольного Города, избранными по законодательно определённой процедуре. Её действие и исполнение будет гарантировано Лигой Наций. Верховный комиссар будет равным образом уполномочен разрешать в первой инстанции все споры, которые могли бы возникнуть между Польшей и Вольным Городом по поводу настоящего Договора или дополнительных соглашений и условий. Верховный комиссар будет проживать в Данциге.».
Для разработки проекта Конституции в сентябре того же года была создана специальная комиссия, состоявшая из 53 — х человек (все члены городского магистрата и представители от всех партий, прошедших в Рейхстаг на выборах 19 января 1919 г.). Участие депутатов допускалось, поскольку на 19 января Данциг был частью Германии. Комиссии были предложены 2 проекта: обербургомистра Г. Зама (беспартийный) и фракции социалистов (большинство депутатов). Из этих проектов за 20 заседаний был создан общеприемлемый для всех проект, который и было принят 22 марта следующего, 1920 г. всеми членами комиссии.
16 мая 1920 г. состоялись выборы представителей в Конституционный Совет, начавший свою работу 14 июня. После многочисленных дискуссий, 11 августа 1920 Конституция была принята (за — 68, против — 41, воздержался — 1) в третьем, окончательном, прочтении.